# Listera
Genre
Classification phylogénétique
Listera est un genre d'orchidées terrestres comptant environ 30 espèces. Actuellement, elles font partie du genre Neottia.

## Étymologie

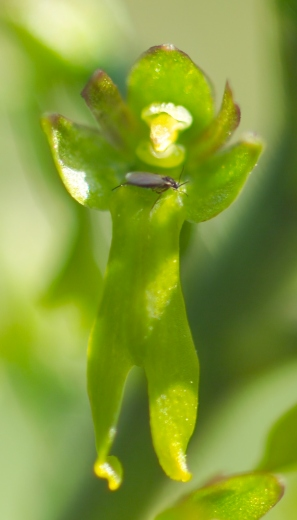
Fleur de Listera ovata

Le nom de Listera a été attribué en l'honneur du naturaliste anglais Martin Lister.

## Description
Tige portant des feuilles opposées.
L'inflorescence est une grappe lâche de petites fleurs.
Labelle allongé.
Les fleurs ont un mécanisme qui permet au stigmate d'exploser et de propulser le pollen sur le dos d'un insecte.

## Répartition
Circumboréale : Amérique du Nord, Europe.

## Espèces européennes
- Listera cordata (L.) R. Br., listère à feuilles en cœur, listère en cœur
- Listera ovata (L.) R. Br. listère à feuilles ovales, listère ovale.

## Liste d'espèces
- Listera alternifolia
- Listera amplexicaulis
- Listera auriculata
- Listera australis
- Listera bambusetorum
- Listera banksiana
- Listera biflora
- Listera borealis
- Listera caurina
- Listera convallarioides
- Listera cordata
- Listera fugongensis
- Listera nipponica
- Listera ovata
- Listera smallii

## Galerie

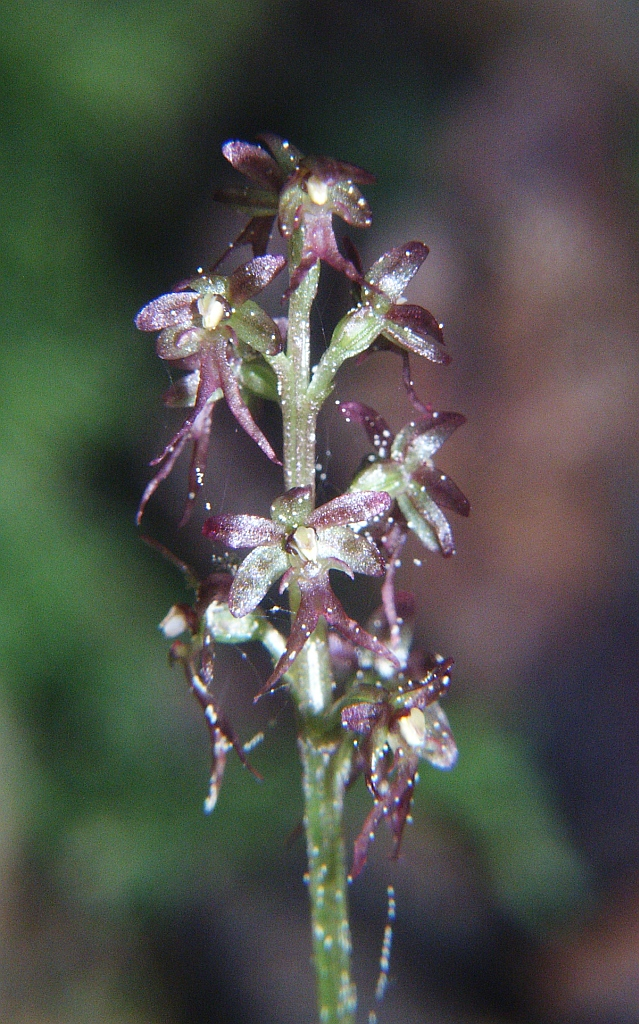
Listera cordata
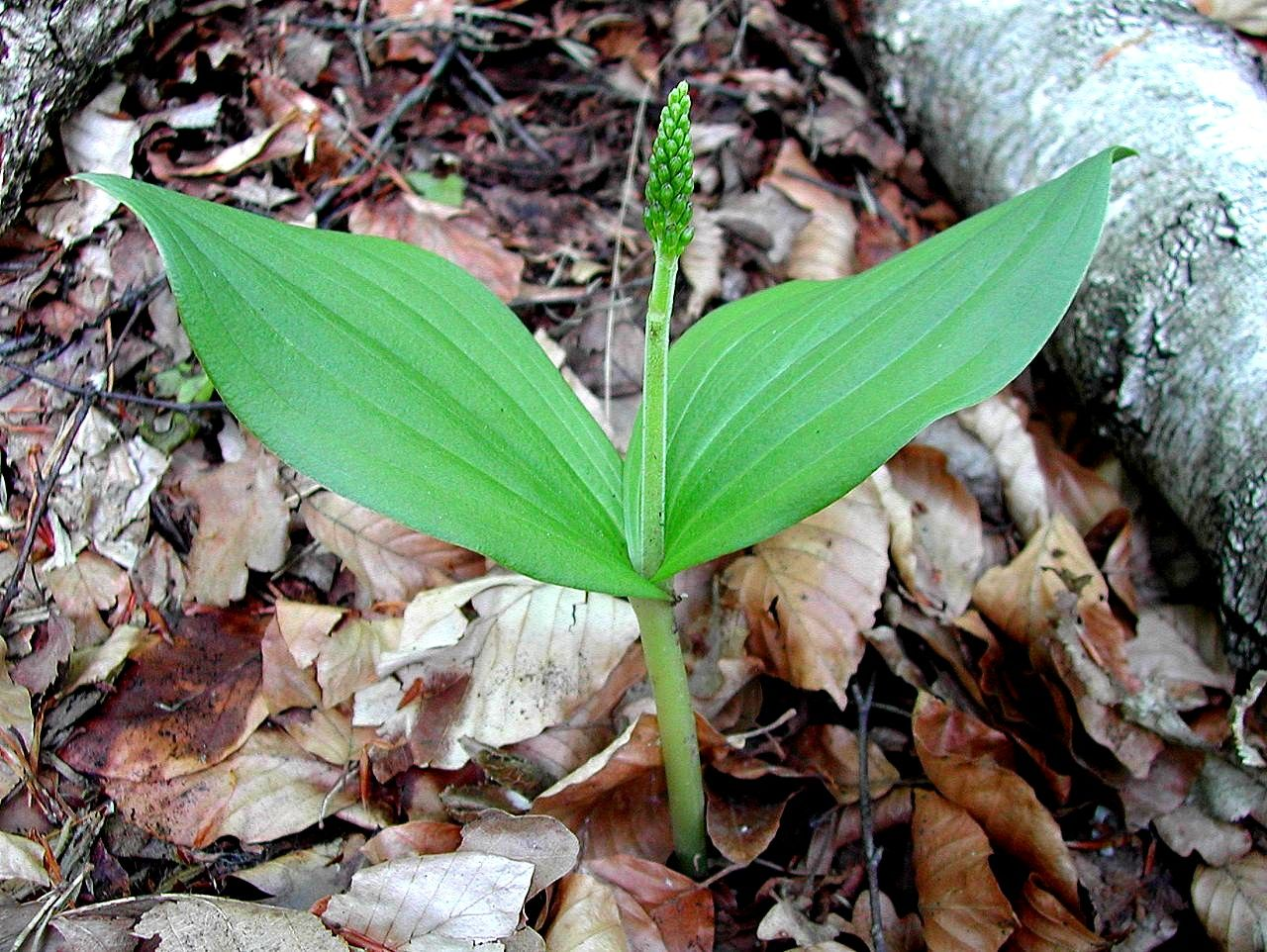
Listera ovata
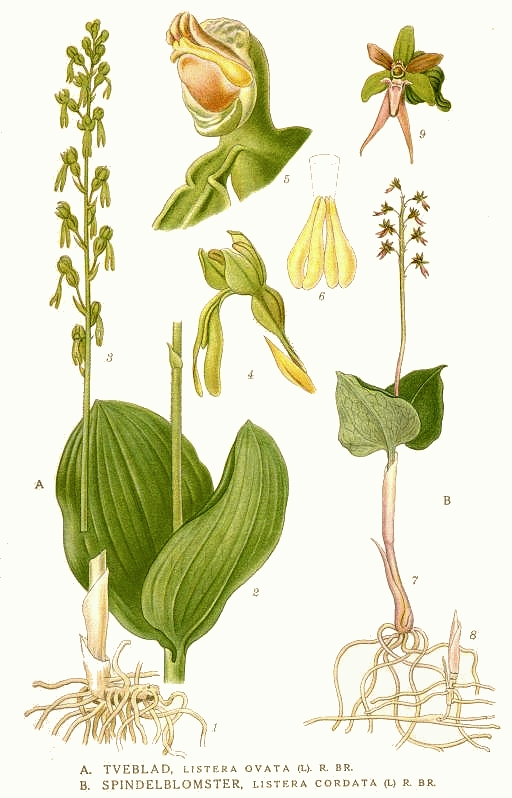
Planche: Listera ovata et Listera cordata